# Indiens delstater og territorier
Indiens delstater og territorier omfatter i alt 29 delstater og syv unionsterritorier, der tilsammen udgør forbundsrepublikken Indien.

## Liste over delstater og territorier

### Delstater
| #  | Navn              | Indbyggertal | Hovedstad                        | Største by         |
| -- | ----------------- | ------------ | -------------------------------- | ------------------ |
| 1  | Andhra Pradesh    | 76.210.007   | Hyderabad                        | Hyderabad          |
| 2  | Arunachal Pradesh | 1.091.120    | Itanagar                         | Itanagar           |
| 3  | Assam             | 26.655.528   | Dispur                           | Guwahati           |
| 4  | Bihar             | 26.655.528   | Patna                            | Patna              |
| 5  | Chhattisgarh      | 20.795.956   | Raipur                           | Raipur             |
| 6  | Goa               | 1.400.000    | Panaji                           | Vasco da Gama      |
| 7  | Gujarat           | 50.671.017   | Gandhinagar                      | Ahmedabad          |
| 8  | Haryana           | 21.082.989   | Chandigarh                       | Faridabad          |
| 9  | Himachal Pradesh  | 65.077.900   | Shimla                           | Shimla             |
| 10 | Kashmir           | 10.143.700   | Jammu (vinter) Srinagar (sommer) | Srinagar           |
| 11 | Jharkhand         | 26.909.428   | Ranchi                           | Jamshedpur         |
| 12 | Karnataka         | 52.850.562   | Bangalore                        | Bangalore          |
| 13 | Kerala            | 31.841.374   | Thiruvananthapuram               | Thiruvananthapuram |
| 14 | Madhya Pradesh    | 60.385.118   | Bhopal                           | Indore             |
| 15 | Maharashtra       | 96.752.247   | Mumbai                           | Mumbai             |
| 16 | Manipur           | 2.388.634    | Imphal                           | Imphal             |
| 17 | Meghalaya         | 2.306.069    | Shillong                         | Shillong           |
| 18 | Mizoram           | 888.573      | Aizawl                           | Aizawl             |
| 19 | Nagaland          | 1.988.636    | Kohima                           | Dimapur            |
| 20 | Orissa            | 36.706.920   | Bhubaneswar                      | Bhubaneswar        |
| 21 | Punjab            | 24.289.296   | Chandigarh                       | Ludhiana           |
| 22 | Rajasthan         | 56.473.122   | Jaipur                           | Jaipur             |
| 23 | Sikkim            | 540.493      | Gangtok                          | Gangtok            |
| 24 | Tamil Nadu        | 66.396.000   | Chennai                          | Chennai            |
| 25 | Telangana         | 35.193.978   | Hyderabad                        | Hyderabad          |
| 26 | Tripura           | 3.199.203    | Agartala                         | Agartala           |
| 27 | Uttar Pradesh     | 190.891.000  | Lucknow                          | Kanpur             |
| 28 | Uttarakhand       | 8.479.562    | Dehradun                         | Dehradun           |
| 29 | Vestbengalen      | 80.221.171   | Kolkata                          | Kolkata            |

### Unionsterritorier
| # | Navn                       | Indbyggertal | Hovedstad  | Største by |
| - | -------------------------- | ------------ | ---------- | ---------- |
| A | Andamanerne og Nicobarerne | 356.152      | Port Blair | Port Blair |
| B | Chandigarh                 | 900.635      | Chandigarh | Chandigarh |
| C | Dadra og Nagar Haveli      | 220.451      | Silvassa   |            |
| D | Daman og Diu               | 220.451      | Daman      |            |
| E | Lakshadweep                | 60.595       | Kavaratti  | Andrott    |
| F | Delhi                      | 13.782.976   | Delhi      | Delhi      |
| G | Puducherry                 | 973.829      | Puducherry | Puducherry |

Territoriale stridigheder:
- Aksai Chin
- Indo-Bangladesh enclaves
- Kashmir
- Arunachal Pradesh
- Kori Creek